# Guatteriopsis
Guatteriopsis es un género de plantas fanerógamas con seis especies perteneciente a la familia de las anonáceas. Son nativas de Brasil.

## Taxonomía
El género fue descrito por Robert Elias Fries y publicado en Acta Horti Bergiani 12: 108. 1934.  La especie tipo es: Guatteriopsis sessiliflora R.E.Fr.

## Especies
- Guatteriopsis blepharophylla R.E.Fr.
- Guatteriopsis friesiana W.A.Rodrigues
- Guatteriopsis hispida R.E.Fr.
- Guatteriopsis kuhlmannii R.E.Fr.
- Guatteriopsis ramiflora D.R.Simpson
- Guatteriopsis sessiliflora R.E.Fr.